# مارك باترسون
مارك باترسون (بالإنجليزية: Mark Patterson)‏ (13 سبتمبر 1908 في المملكة المتحدة - ) هو لاعب كرة قدم بريطاني في مركز الدفاع. لعب مع ديربي كاونتي ونادي بليموث أرجايل ونادي غيلينغهام ونادي كارلايل يونايتد.

## وصلات خارجية
- مارك باترسون على موقع قاعدة بيانات كرة القدم.إي يو (الإنجليزية)
- مارك باترسون على موقع قاعدة بيانات كرة القدم.إي يو (الإنجليزية)